# Ouzoum
Az Ouzoum folyó Franciaország területén, a Gave de Pau bal oldali mellékfolyója.

## Földrajzi adatok
A folyó Pyrénées-Atlantiques megyében, a Pireneusokban ered 1131 méter magasan, és Nay városkánál, 258 m magasan torkollik a Gave de Pau-ba. Hossza 33,2 km.
Az ókorban Asun néven ismert.

## Megyék és városok a folyó mentén
- Pyrénées-Atlantiques : Arthez-d’Asson, Asson és Igon.

Mellékfolyói az Arriu sec, Arrendau, Laussiès, Baudès, Aiga blanca, Aigue nère, Arriu cort, Lanet.